# Порт-Локрой

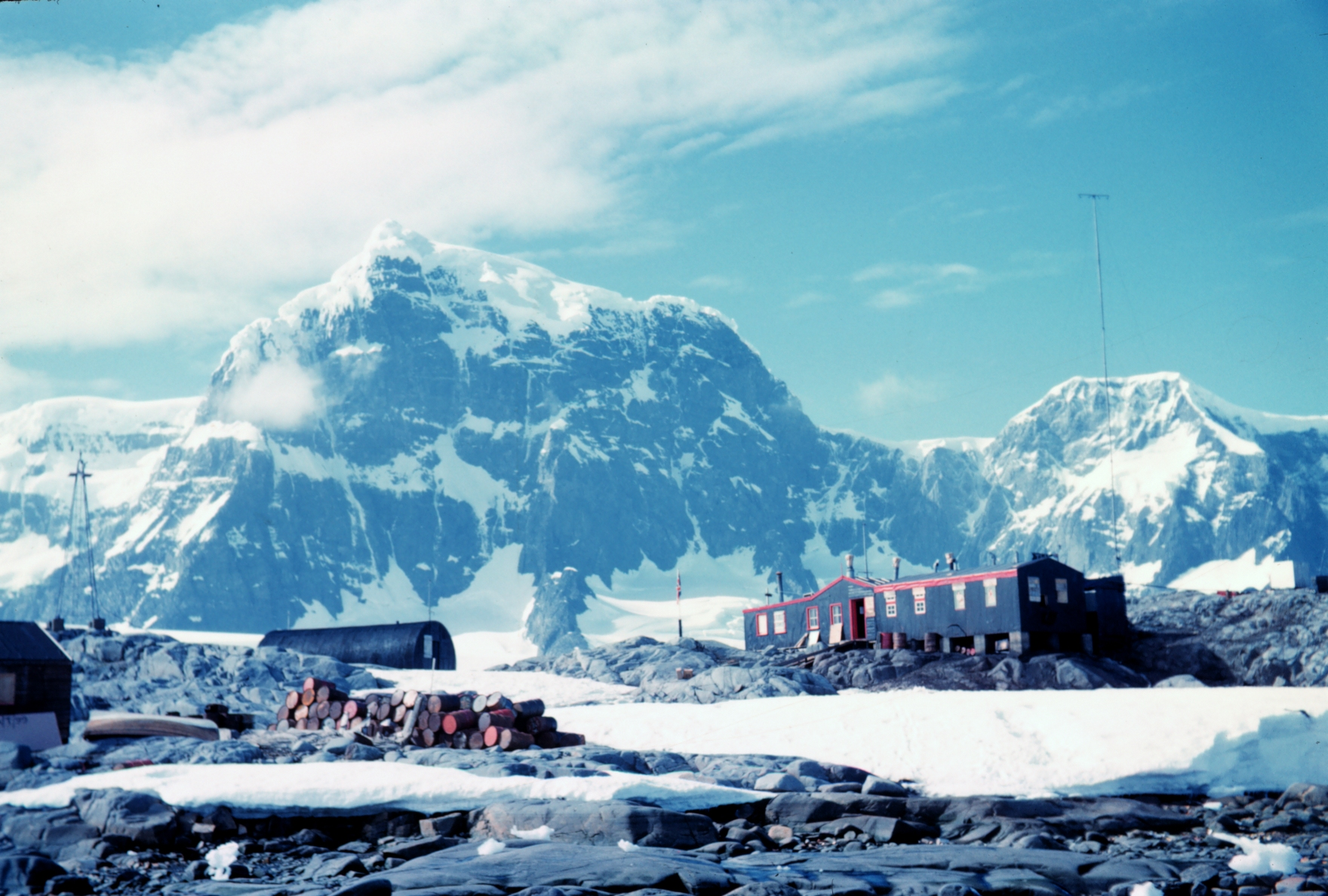
Покинута британська база у гавані Порт-Локрой, 1962 рік

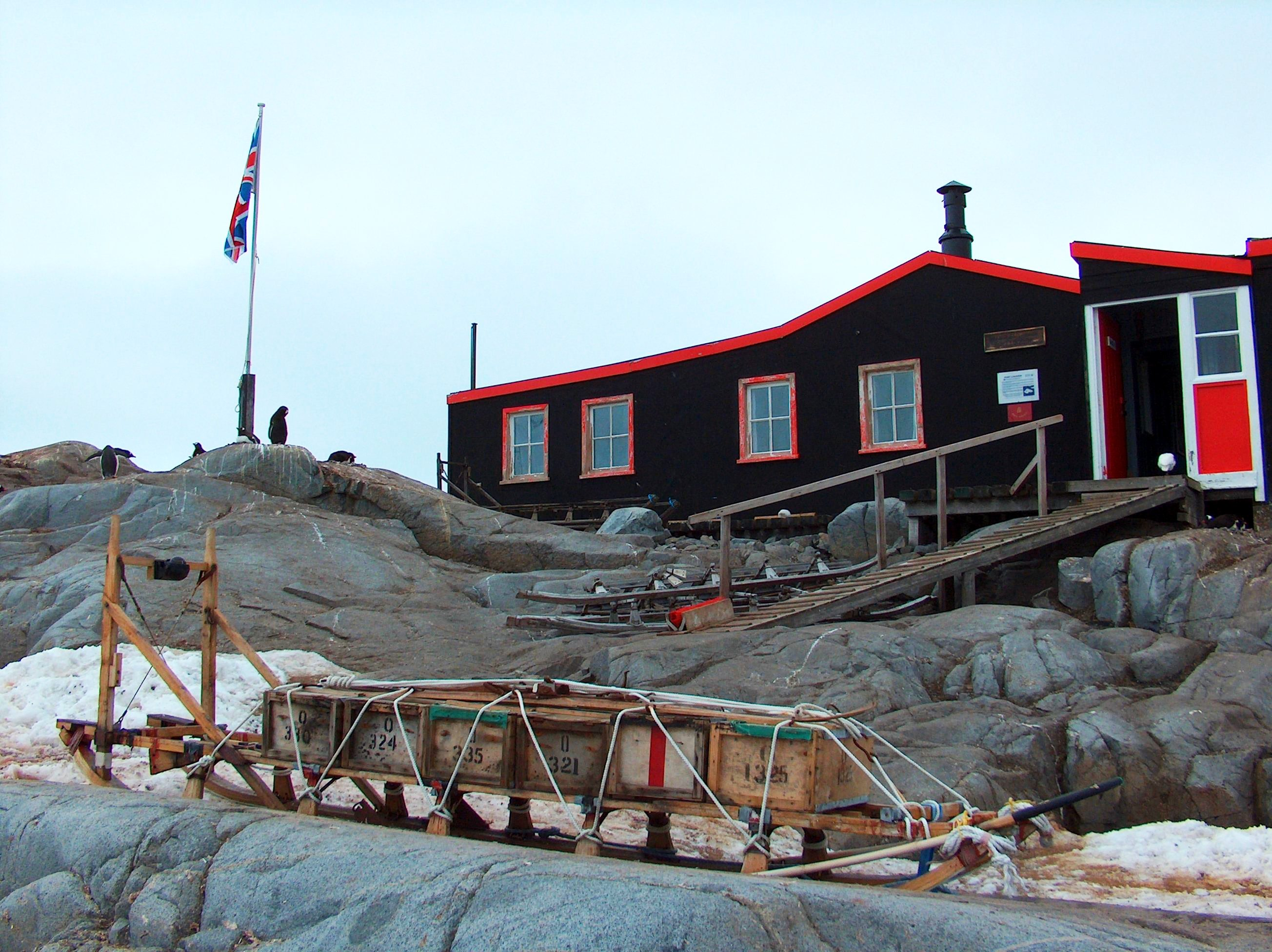
База, переобладнана під музей

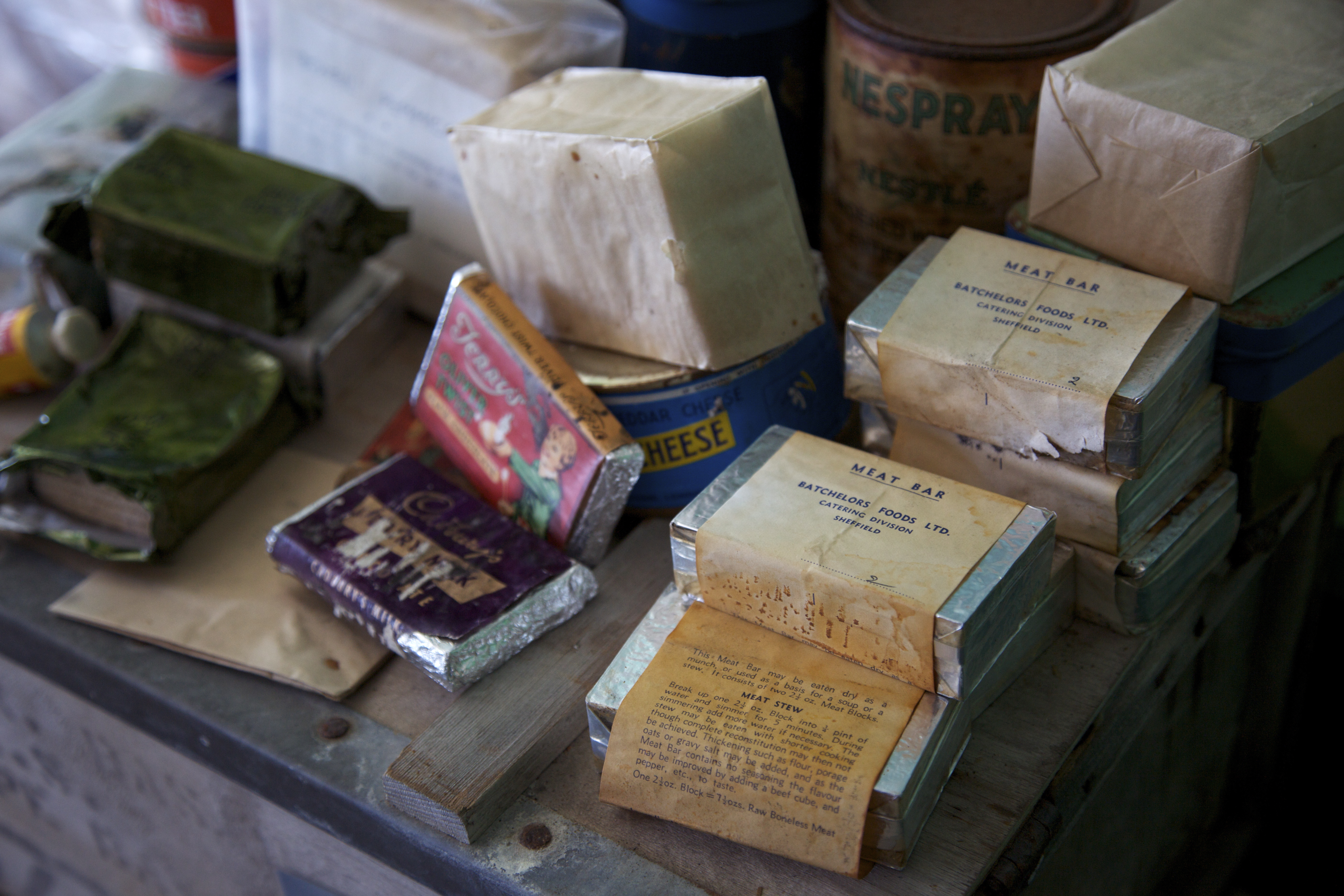
Харчовий раціон на музейному стенді

64°49′00″ пд. ш. 63°30′00″ зх. д. / 64.816666666667° пд. ш. 63.5° зх. д.
Порт-Локрой — природна гавань на північно-західному березі острова Вінке в архіпелазі Палмера перед Антарктичним півостровом. На антарктичній базі знаходиться найпівденніше поштове відділення в світі.

## Історія
Бухта була відкрита в 1904 році й названа на честь французького політика і віцепрезидента Палати депутатів Едуара Локруа, який допомагав Жану-Батисту Шарко в отриманні державного фінансування для його французької антарктичної експедиції. Гавань використовувалася для китобійного промислу між 1911 і 1931 роками. Під час Другої світової війни британська воєнна операція «Табарин» заснувала станцію Порт-Локрой на маленькому острові Гудьє у гавані, котра продовжувала діяти як британська дослідницька станція до 16 січня 1962 року.
У 1996 році база була відремонтована і на даний час є музеєм і поштовим відділенням й підпорядкована Фонду антарктичної спадщини Сполученого Королівства.
Порт-Локрой — один із найпопулярніших туристичних напрямків для пасажирів круїзних лайнерів в Антарктиці. Надходження від невеликого сувенірного магазину фінансують утримання цього місця й інших історичних місць і пам'яток в Антарктиді.
Фонд збирає дані для Британської антарктичної служби з метою спостереження за впливом туризму на популяцію пінгвінів. Половина території острова відкрита для туристів, а інша половина призначена для пінгвінів. Штат з чотирьох осіб зазвичай опікується 70 000 найменувань поштової кореспонденції, а також контролює та обслуговує близько 18 000 відвідувачів, які прибувають протягом п'ятимісячного антарктичного круїзного сезону. Відвідувачам також пропонується сувенірний штамп в паспорт.

### Історичне місце
Історичне значення цього місця пов'язано як зі створенням тут в 1944 році бази (операція «Табарин»), так і з проведеною науковою роботою, включаючи перші вимірювання іоносфери та перший запис атмосферного свисту з Антарктиди. Порт-Локрой був також ключовим об'єктом моніторингу впродовж Міжнародного геофізичного року (1957). Ця ділянка була зазначена як історична пам'ятка (HSM-61), за пропозицією Сполученого Королівства на Консультативній нараді з Договору про Антарктику.

## Геологія
Основа острова Гудьє і мису Джугла — мезозойський граніт з мафічними дамбами і ксенолітами. Паралельні гравійні смуги на мисі Джугла є результатом післяльодовикового (ізостатичного) підняття рівня внаслідок танення набагато більшої плейстоценової льодовикової шапки й, відповідно, зменшення тиску.